# مسابقات جهانی دو و میدانی ۲۰۰۱
مسابقات جهانی دو و میدانی ۲۰۰۱ (به انگلیسی: 2001 World Championships in Athletics) هشتمین دوره مسابقات جهانی دو و میدانی بوده‌است که در شهر ادمونتون، کانادا زیر نظر اتحادیه بین‌المللی فدراسیون‌های دو و میدانی برگزار شده‌است.
این مسابقات از ۳ اوت تا ۱۲ اوت ۲۰۰۱ با حضور ۱٬۶۷۷ ورزشکار از ۱۸۹ کشور جهان انجام شده‌است.

## رشته‌های ورزشی
- ۱۰۰ متر
- ۲۰۰ متر
- ۴۰۰ متر
- ۸۰۰ متر
- ۱٬۵۰۰ متر
- ۵٬۰۰۰ متر
- ۱۰٬۰۰۰ متر
- ماراتون
- ۱۱۰ متر با مانع
- ۴۰۰ متر با مانع
- ۳٬۰۰۰ متر با مانع
- دو ۲۰ کیلومتر
- دو ۵۰ کیلومتر
- ۴x۱۰۰ متر امدادی
- ۴x۴۰۰ متر امدادی
- پرش ارتفاع
- پرش با نیزه
- پرش طول
- پرش سه‌گام
- پرتاب وزنه
- پرتاب دیسک
- پرتاب چکش
- پرتاب نیزه
- دهگانه

## مدال‌ها بر پایه کشور
| رتبه | کشور                | طلا | نقره | برنز | مجموع |
| ۱.   | روسیه               | ۵   | ۷    | ۶    | ۱۸    |
| ۲.   | ایالات متحده آمریکا | ۵   | ۵    | ۳    | ۱۳    |
| ۳.   | کنیا                | ۳   | ۳    | ۲    | ۸     |
| ۴.   | آلمان               | ۳   | ۳    | ۱    | ۷     |
| ۵.   | کوبا                | ۳   | ۱    | ۲    | ۶     |
| ۶.   | باهاما              | ۳   | ۰    | ۱    | ۴     |
| ۷.   | اتیوپی              | ۲   | ۳    | ۳    | ۸     |
| ۸=   | بلاروس              | ۲   | ۲    | ۰    | ۴     |
| ۸=   | رومانی              | ۲   | ۲    | ۰    | ۴     |
| ۹.   | مراکش               | ۲   | ۱    | ۰    | ۳     |
| ۱۱.  | لهستان              | ۲   | ۰    | ۳    | ۵     |
| ۱۲=  | چک                  | ۲   | ۰    | ۰    | ۲     |
| ۱۲=  | آفریقای جنوبی       | ۲   | ۰    | ۰    | ۲     |
| ۱۴.  | جامائیکا            | ۱   | ۳    | ۲    | ۶     |
| ۱۵.  | یونان               | ۱   | ۲    | ۲    | ۵     |
| ۱۶.  | ایتالیا             | ۱   | ۱    | ۲    | ۴     |
| ۱۷.  | اوکراین             | ۱   | ۱    | ۱    | ۳     |
| ۱۸.  | استرالیا            | ۱   | ۰    | ۲    | ۳     |
| ۱۹.  | بریتانیای کبیر      | ۱   | ۰    | ۱    | ۲     |
| ۲۰=  | دومینیکن            | ۱   | ۰    | ۰    | ۱     |
| ۲۰=  | موزامبیک            | ۱   | ۰    | ۰    | ۱     |
| ۲۰=  | سنگال               | ۱   | ۰    | ۰    | ۱     |
| ۲۰=  | سوئیس               | ۱   | ۰    | ۰    | ۱     |
| ۲۴=  | ژاپن                | ۰   | ۲    | ۱    | ۳     |
| ۲۴=  | اسپانیا             | ۰   | ۲    | ۱    | ۳     |
| ۲۶=  | فنلاند              | ۰   | ۱    | ۱    | ۲     |
| ۲۶=  | فرانسه              | ۰   | ۱    | ۱    | ۲     |
| ۲۶=  | سوئد                | ۰   | ۱    | ۱    | ۲     |
| ۲۶=  | ترینیداد و توباگو   | ۰   | ۱    | ۱    | ۲     |
| ۳۰=  | اتریش               | ۰   | ۱    | ۰    | ۱     |
| ۳۰=  | کامرون              | ۰   | ۱    | ۰    | ۱     |
| ۳۰=  | استونی              | ۰   | ۱    | ۰    | ۱     |
| ۳۰=  | اسرائیل             | ۰   | ۱    | ۰    | ۱     |
| ۳۰=  | لیتوانی             | ۰   | ۱    | ۰    | ۱     |
| ۳۵.  | مکزیک               | ۰   | ۰    | ۲    | ۲     |
| ۳۶=  | بلغارستان           | ۰   | ۰    | ۱    | ۱     |
| ۳۶=  | جزایر کیمن          | ۰   | ۰    | ۱    | ۱     |
| ۳۶=  | هائیتی              | ۰   | ۰    | ۱    | ۱     |
| ۳۶=  | قزاقستان            | ۰   | ۰    | ۱    | ۱     |
| ۳۶=  | پرتغال              | ۰   | ۰    | ۱    | ۱     |
| ۳۶=  | سنت کیتس و نویس     | ۰   | ۰    | ۱    | ۱     |
| ۳۶=  | سورینام             | ۰   | ۰    | ۱    | ۱     |